# Jardí dels Drets Humans
El Jardí dels Drets Humans és al barri de la Marina de Port de Barcelona, a l'emplaçament de la fàbrica de llums elèctrics Lámparas Z, posteriorment absorbida per la companyia Philips. El nom prové de la Declaració Universal dels Drets Humans, aprobada per l'Organització de les Nacions Unides el 10 de desembre de 1948.

## Història i descripció
Aquest espai estava destinat a zona d'esbarjo per als treballadors de la fàbrica, i com a tal fou dissenyat el 1960 per una paisatgista holandesa, esposa del director general de Lámparas Z, Van der Harst, amb espècies de vegetació variades (i algunes úniques a Barcelona) i un disseny i recorreguts no lineals.</ref>
El 2007 fou obert al públic després d'una rehabilitació efectuada per l'arquitecte municipal Jaume Graells. Els elements més distintius són un petit llac amb una illeta amb palmeres al centre i una pista de patinatge. Al llarg de tot el perímetre hi ha un conjunt de 31 plafons d'acer que acullen cadascun dels 30 articles de la Declaració Universal dels Drets Humans, a més d'un altre que inclou la poesia Com la Cigala, de l'argentina María Elena Walsh, dedicada als desapareguts de les dictadures militars de Xile i l'Argentina.